# Nikitas
Nikitas (in greco Νικήτας?; in turco Güneşköy) è un villaggio di Cipro, 4 km a sud-ovest di Morfou.  De iure si trova nel distretto di Nicosia della repubblica di Cipro, de facto, in quello di Güzelyurt della repubblica di Cipro del Nord. Sino al 1974 il villaggio era abitato da greco-ciprioti. 
Nel 2011 Nikitas aveva 505 abitanti.

## Geografia fisica
Esso è situato nella zona di Morphou/Güzelyurt, a quattro chilometri a sud-ovest della città di Morphou/Güzelyurt sulla strada per Xeros.

## Origini del nome
Il nome deriva dalla parola greca Nikitari, che significa "vincitore". Il villaggio prese probabilmente il nome da un antico vescovo di Chytri, Ayios Nikitis, che fu proclamato santo nel terzo o quarto secolo. Nel 1976, i turco-ciprioti cambiarono il nome in Güneşköy, che significa "villaggio del sole".

## Società

### Evoluzione demografica
Anche se il censimento ottomano del 1831 registrò alcuni musulmani che vivevano nel villaggio, durante tutto il periodo britannico il villaggio fu abitato esclusivamente da greco-ciprioti. Durante questo periodo la popolazione del villaggio aumentò significativamente, da 151 abitanti nel 1891 a 740 nel 1960.
Nell'agosto 1974, tutti i greco-ciprioti del villaggio fuggirono dall'esercito turco che avanzava. Attualmente, come il resto dei greco-ciprioti sfollati, i greco-ciprioti di Nikitas sono sparsi nel sud dell'isola, con concentrazioni nelle città. Il numero di greco-ciprioti di Nikitas sfollati nel 1974 era di circa 440 abitanti (428 nel 1973).
Attualmente il villaggio è abitato principalmente da turco-ciprioti sfollati da vari villaggi di Paphos, inclusi Makounta/Yakacık, Chrysochou/Altıncık, Meladeia/Malatya e Karamoullides/Kervanyolu. Ci sono anche famiglie provenienti da diversi altri villaggi di Paphos e Limassol. Nel 1976-77 alcune famiglie dalla Turchia si stabilirono nel villaggio; esse provengono principalmente dalla provincia di Adıyaman nell'Anatolia. Durante la stagione della raccolta delle arance, il villaggio ospita anche molti lavoratori agricoli stagionali dalla Turchia. Di solito sono alloggiati in tende o prefabbricati costruiti appositamente per loro, di solito situati negli aranceti dove lavorano.

## Geografia antropica

### Suddivisioni amministrative
Nel 1981, divenne parte del comune di Morphou/Güzelyurt ed è ora elencato come un quartiere di Morphou/Güzelyurt.